# 愚人买鞋
愚人买鞋，是中国大陆上海美术电影制片厂拍摄的的木偶戏动画作品。该片根据《韩非子·外储说左上》郑人买履的一段小故事改编而成，于1979年上映。

## 剧情简介
在很久很久以前，郑国有位足不出户，饱学诗书的读书人：“两耳不闻窗外事，一心只读圣贤书”，自号“全信书”。宁可三餐不食，不可一日无书。 一日读书时不慎将鞋子烧着了 ，不知如何是好。情急之下拿起一本医书，书曰：“橘子性温凉，多食可以败火”。读书人拿起橘子就啃，滴下的汁水果然把鞋上的火灭了。但是鞋子却烧破了一个大洞，书生无奈上街买鞋。鞋店掌柜问他穿多大尺寸，书生不知。掌柜为他拿了一双十寸的鞋让他试穿，可是书生认为没有书面依据。于是跑回家中从书箱里找出其父留下的书简，上面写着他穿六寸鞋子。于是决定卖六寸的鞋子，掌柜无奈，给他拿了六寸鞋子。结果出生穿上之后竟把鞋子撑破了，脚趾露在外面。掌柜劝他买十寸鞋子，书生怒斥掌柜曰：“胡说，从小父亲教我着鞋六寸”。掌柜好奇，拿过书简一看，上书：“吾儿七岁，着鞋六寸，脚随人长，步步前进。”掌柜劝他买十寸鞋子，书生认则反讥曰：“书上所写，岂能违背？”依旧穿着六寸小鞋回去了....

## 寓意
书生买鞋时只看到“吾儿七岁，着鞋六寸”的文字，却偏偏忘了；“脚随人长，人长脚大”的道理。寓意：对待事物要会灵活变通，不能墨守成规，死守教条。